# ハナノキ (企業)

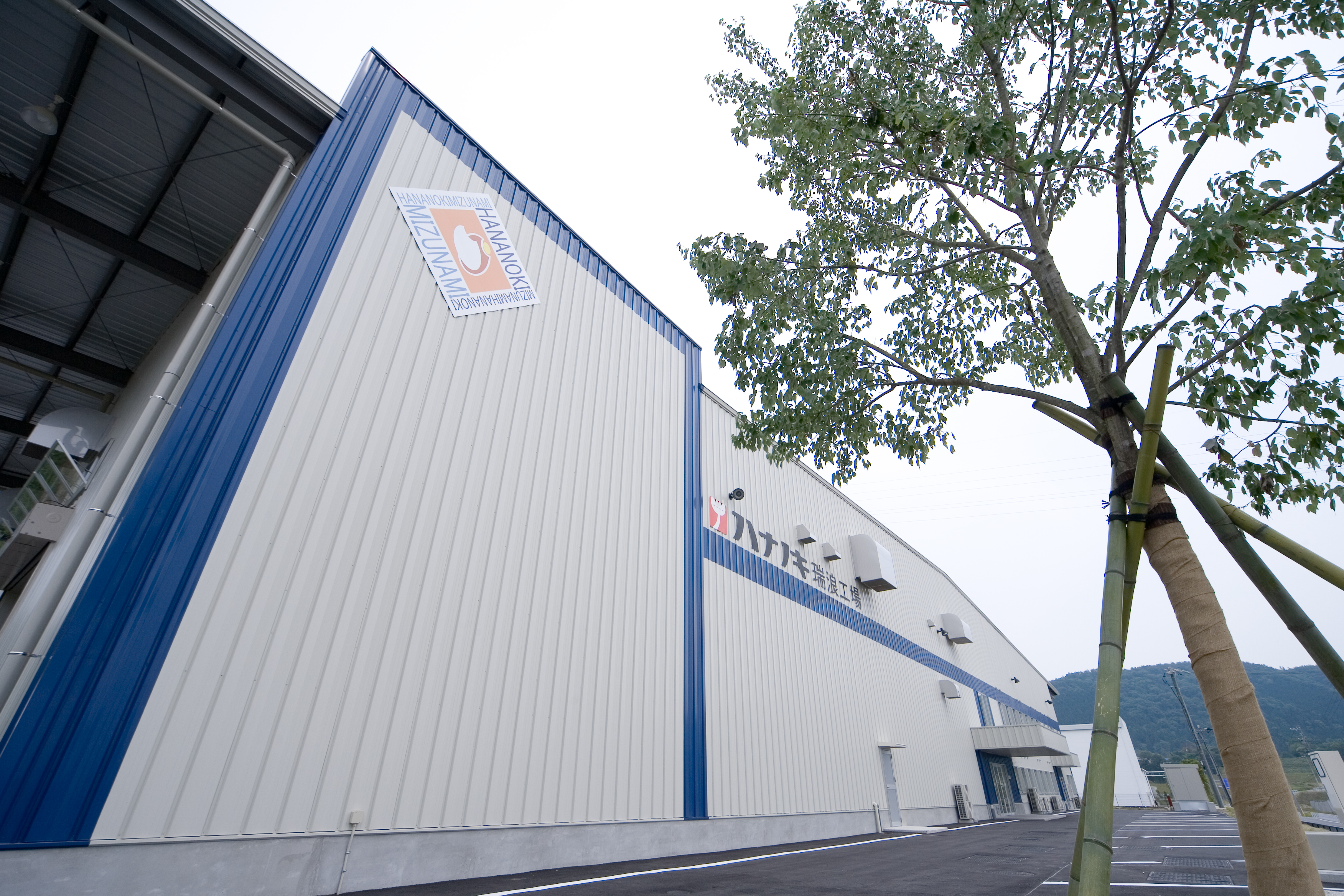
ハナノキ瑞浪工場（2006年6月）

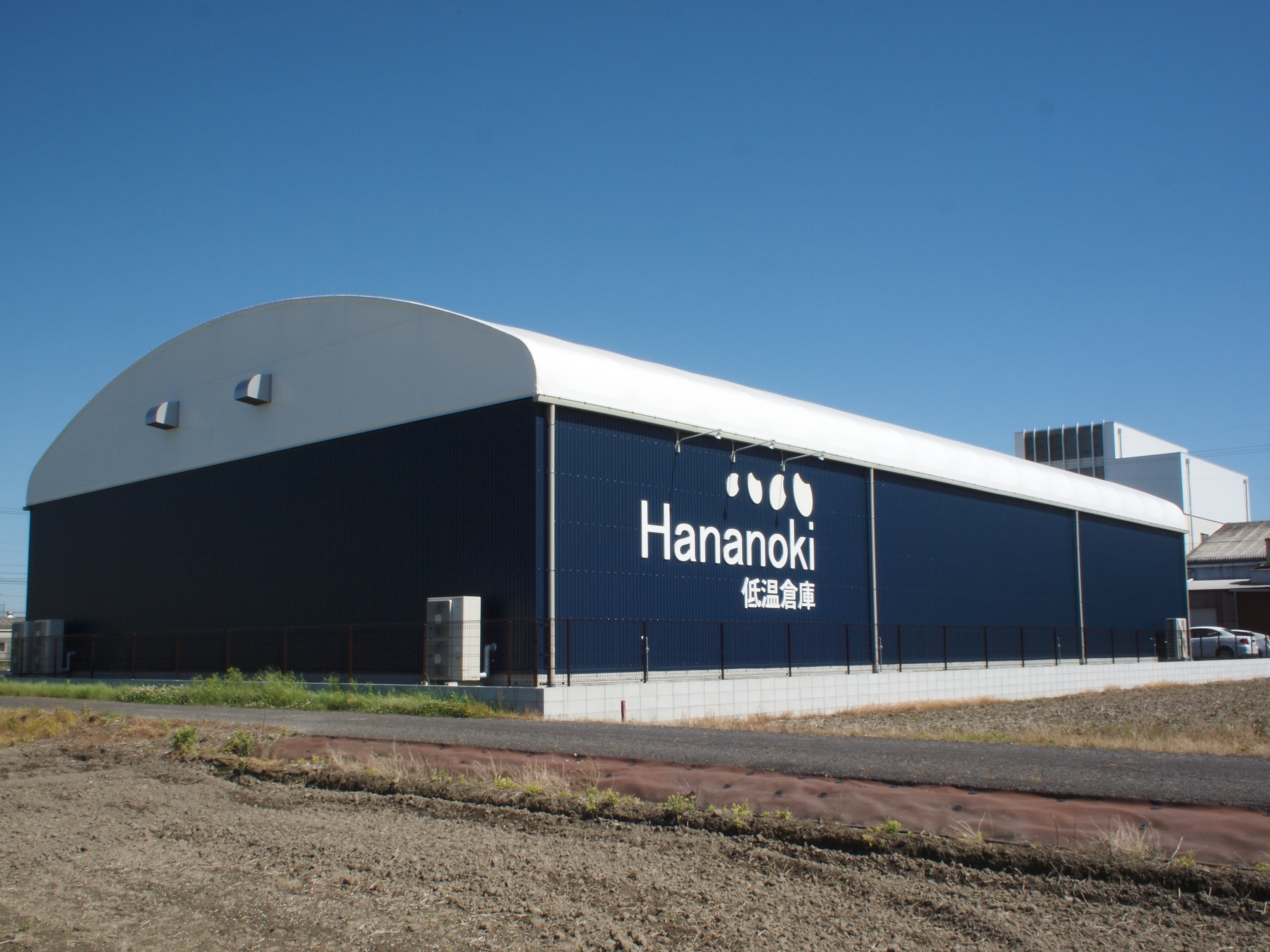
ハナノキ本社　低温倉庫（2018年5月）

株式会社ハナノキ（HANANOKI CO., LTD. ）は、愛知県北名古屋市に本社を置く米穀関係の卸販売を手掛ける企業である。

## 概要
東海地方を中心に量販店、外食産業に対して玄米、白米、無洗米、炊飯米を卸している。
社名の由来は、愛知県の県木であるハナノキから。
2001年（平成13年）に名古屋市内に無洗米の専用工場を設立してからは（平成18年に岐阜県瑞浪市に瑞浪工場を設立時に無洗米ラインごと移設。）、特に無洗米の販売を積極的に拡大。
2018年（平成30年）に瑞浪工場、翌年には北名古屋工場が精米HACCPの認定工場となる。
2019年（令和元年）には経済産業省より“地域未来牽引企業”として選定された。
2020年（令和2年）には同じく経済産業省より“はばたく中小企業・小規模事業者300社”として選定された。

## 沿革
- 1907年（明治40年） - 愛知県西春日井郡西春町において米穀販売業を開業。
- 1972年（昭和47年） - 株式会社ハナノキフーズ（資本金2,700万円）創立。
  - 10月 - 西春日井郡師勝町に本社社屋、大型精米工場、配送センター完成と同時に営業事務を新会社に移管。
- 1973年（昭和48年） - 北名古屋工場が愛知県大型指定精米工場の指定を得て、標準米などの政府米委託搗精を開始する。
- 1976年（昭和51年） - 資本金4,000万円に増資する。同年学校給食米飯導入に伴い、愛知県学校給食会の指定工場となる。
- 1979年（昭和54年） - 資本金5,000万円に増資する。
- 1986年（昭和61年） - 名古屋市内において、酒販許可を取得し、株式会社ハナノキ酒販を設立。
- 1990年（平成2年） - 新潟県佐渡農業協同組合の系列会社佐渡が島食品に資本参加。
- 1991年（平成3年） - 「みのりや西春店」をオープン。
- 1992年（平成4年） - 株式会社ハナノキ酒販と合併し、社名を株式会社ハナノキと変更する。
- 1997年（平成9年） - 株式会社ハナノキライスを設立。卸売業登録。全国食糧事業協同組合連合会に加盟。
- 2001年（平成13年） - 名古屋市北区に無洗米工場完成。
- 2002年（平成14年） - 品質マネジメントシステムに関する国際規格である「ISO9001：2000（2000年版）」の審査登録。
- 2003年（平成15年） - 本社・北名古屋工場に第二製造ライン（有機栽培米等こだわり米用）増設。
- 2005年（平成17年） - 資本金6,000万円に増資する。
- 2006年（平成18年）3月20日 - 西春日井郡師勝町と西春町の合併による北名古屋市の誕生により現在の住所となる。
  - 6月 -  インターネットSHOPハーベストシーズン（ハーベストシーズンHP）オープン。
  - 7月 - 岐阜県瑞浪市瑞浪クリエイションパーク内に瑞浪工場操業開始。
  - 9月 - 資本金6,600万円に増資する。
- 2007年（平成19年） - 瑞浪工場に関して、品質マネジメントシステムに関する国際規格である「ISO9001：2000（2000年版）」の審査登録。
- 2008年（平成20年） - 資本金7,000万円に増資する。
- 2009年（平成21年）4月 - 無洗米製造ライン（2t/h）を瑞浪工場敷地内に増設。
- 2014年（平成26年）1月 - 通販サイトハーベストシーズン　楽天市場米ジャンル部門大賞を受賞。
- 2015年（平成27年）
  - 1月 - 通販サイトハーベストシーズン　楽天市場2年連続米ジャンル部門大賞を受賞。
  - 1月 - 無洗米製造ライン（1.2t/h）を瑞浪工場敷地内に更新・増強。
- 2018年（平成30年）
  - 3月 - 瑞浪工場が精米HACCP認定を取得。（HACCP認定日2018年3月28日・認定NO．H31002）
  - 5月 - 本社北側に新たに用地を取得し最大1000トンの玄米を貯蔵できる低温倉庫を増設。
  - 12月 - 経済産業省より地域未来牽引企業に選定される。
- 2019年（令和元年）
  - 9月 - 北名古屋工場が精米HACCP認定を取得。（HACCP認定日2019年9月27日・認定NO．H33005）
- 2020年（令和2年）
  - 11月 - 経済産業省よりはばたく中小企業・小規模事業者300社　2020に選定される。
- 2021年（令和3年）
  - 1月 - 米由来成分入り化粧品ブランド「Brantears（ブランティアーズ）」を立ち上げる。
- 2023年（令和5年）
  - 10月 -瑞浪クリエイション・パーク地内の瑞浪工場用地を瑞浪市より購入。 所有権移転
- 2024年（令和6年）
  - 8月- 無洗米製造ライン（500㎏×2/h）を瑞浪工場敷地内に更新・増強。

## 事業所・工場
- 北名古屋工場：愛知県北名古屋市井瀬木井の元36番地
- 瑞浪工場：岐阜県瑞浪市山田町字小洞2002番（瑞浪クリエイション・パーク内）

## 関連会社
- 株式会社ハナノキカルチャーサービス